# اندام جانستون

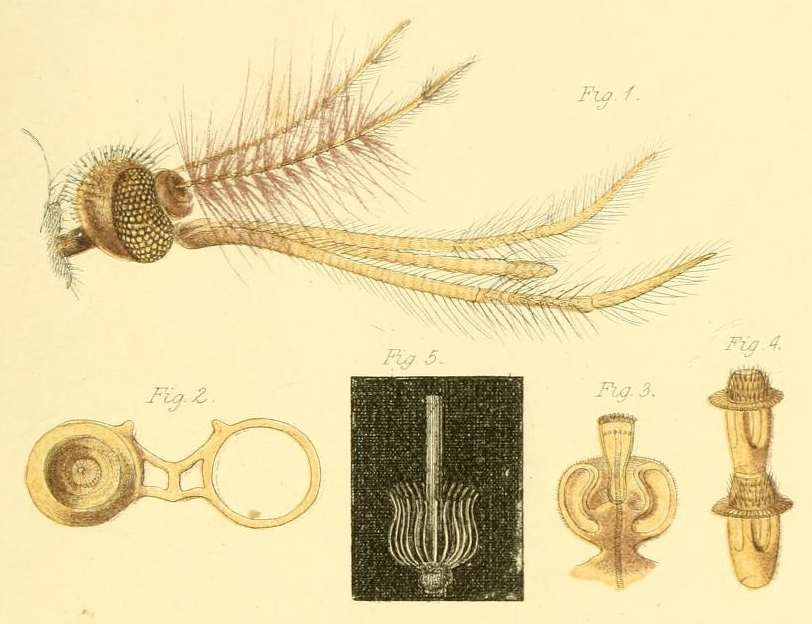
تصویر از مقاله ۱۸۵۵ کریستوفر جانستون

اندام جانستون (انگلیسی: Johnston's organ) مجموعه‌ای از یاخته‌های حسی است که در پایه شاخک (دومین قطعه) در رده حشرات یافت می‌شود. اندام جانستون حرکت را در تاژک (سومین و معمولاً آخرین قطعه شاخک) تشخیص می‌دهد. این اندام از خارچه‌هایی (اسکولوپیدیاهایی) تشکیل شده است که به شکل کاسه‌ای چیده شده‌اند، که هر کدام حاوی یک نورون ریسمان‌لرزشی (کوردوتونال) مکانیکی هستند. تعداد خارچه‌ها بین گونه‌ها متفاوت است. در نیم‌بالان، اندام‌های جانستون حاوی ۲۵ تا ۷۹ خارچه هستند. وجود اندام جانستون یک ویژگی تعیین‌کننده است که رده حشرات را از سایر شش‌پایان متعلق به گروه درون‌آرواره‌داران (Entognatha) جدا می‌کند. اندام جانستون به نام پزشک کریستوفر جانستون (۱۸۹۱–۱۸۲۲)، پدر پزشک و آشورشناس کریستوفر جانستون نامگذاری شد.

## کاربردهای اندام جانستون

### در مگس‌های سرکه، پشه‌های بی‌نیش و پشه‌ها
در مگس سرکه و پشه بی‌نیش حلقوی، اندام جانستون حاوی تقریباً ۴۸۰ نورون حسی است. در پشه، اندام جانستون حدود ۱۵۰۰۰ یاختهٔ حسی را در نرها در خود جای داده است که با سلول‌های حلزون گوش انسان قابل مقایسه است و تقریباً نیمی از این تعداد در ماده‌ها وجود دارد. جمعیت‌های متمایز نورون‌ها به‌طور متفاوتی با انحراف شاخک‌ها ناشی از گرانش یا ارتعاشات ناشی از صدا یا حرکت هوا فعال می‌شوند. این پاسخ افتراقی به مگس اجازه می‌دهد تا بین محرک‌های گرانشی، مکانیکی و صوتی تمایز قائل شود.
اندام جانستون مگس‌های میوه، پشه‌ها یا پشه‌های بی‌نیش را می‌توان برای تشخیص ارتعاشات هوا ناشی از بسامد بال زدن یا آواز جفت‌گیری یک جفت استفاده کرد. یکی از عملکردهای اندام جانستون، تشخیص بسامد ضربان بال جفت است. تولید صدا در هوا منجر به دو جزء انرژی می‌شود: جزء فشار که تغییرات فشار هواست. و جزء جابجایی ذرات، که ارتعاش رفت و برگشتی ذرات هوا است که در جهت انتشار صدا نوسان می‌کنند. جابجایی ذرات با دورتر شدن از منبع صدا، اتلاف انرژی بیشتری نسبت به جزء فشار دارد، بنابراین برای صداهای آرام مانند مگس‌های کوچک، تنها در چند طول موج منبع قابل تشخیص است.
حشراتی مانند مگس‌های میوه و زنبورها، صداها را با استفاده از موها یا شاخک‌های متصل شل تشخیص می‌دهند که با حرکت ذرات هوا می‌لرزند. (اندام‌های گوش میانی جزء فشار صدا را تشخیص می‌دهند). صدای میدان نزدیک به دلیل اتلاف سریع انرژی، تنها برای ارتباط بسیار نزدیک مناسب است. دو نمونه از ارتباطات صوتی نزدیک به میدان، رقص زنبور عسل و آهنگ‌های خواستگاری مگس‌های سرکه است. در مگس‌های میوه، آریستای شاخک‌ها و بخش سوم به عنوان گیرنده صدا عمل می‌کنند. ارتعاشات گیرنده باعث چرخش بخش سوم می‌شود که ورودی صدا را به گیرنده‌های مکانیکی اندام جانستون هدایت می‌کند.

### در بازشاپرکان
در بازشاپرکان، اندام جانستون در کنترل پایداری پرواز نقش دارد. اطلاعات حرکتی اندازه‌گیری شده از پروانه‌های در حال پرواز ثابت نشان می‌دهد که شاخک‌ها با بسامدی مطابق با ضربان بال (۲۷ هرتز) می‌لرزند. با این حال، در طول پروازهای پیچیده، تغییرات زاویه‌ای پروانه در حال پرواز باعث ایجاد نیروهای کوریولیس می‌شود که پیش‌بینی می‌شود به صورت لرزش شاخک در حدود دو برابر بسامد ضربان بال (~۶۰ هرتز) ظاهر شود. هنگامی که شاخک‌ها برای لرزش در طیف وسیعی از بسامدها دستکاری شدند و سیگنال‌های حاصل از نورون‌های مرتبط با اندام‌های جانستون اندازه‌گیری شد، پاسخ نورون‌های خارچه‌ای به بسامد در محدوده ۵۰–۷۰ هرتز، که محدوده پیش‌بینی شده ارتعاشات ناشی از اثرات کوریولیس است، ارتباط تنگاتنگی داشت؛ بنابراین، اندام جانستون برای تشخیص تغییرات زاویه‌ای در حین مانور در پرواز پیچیده تنظیم شده است.

### در زنبورهای عسل
زنبورهای عسل در حال رقص (Apis mellifera) موقعیت منابع غذایی نزدیک را با انتشار سیگنال‌های صوتی هوایی توصیف می‌کنند. این سیگنال‌ها شامل حرکت ضرباهنگ‌دار ذرات هوا با سرعت بالا هستند. این صداهای نزدیک میدان با استفاده از اندام جانستون در پایه شاخک‌ها دریافت و تفسیر می‌شوند. زنبورهای عسل همچنین تغییرات میدان الکتریکی را از طریق اندام‌های جانستون در شاخک‌های خود و احتمالاً سایر گیرنده‌های مکانیکی درک می‌کنند. میدان‌های الکتریکی تولید شده توسط حرکات بال‌ها بر اساس قانون کولن باعث جابجایی شاخک‌ها می‌شوند. نورون‌های اندام جانستون به حرکات در محدوده جابجایی‌های ناشی از میدان‌های الکتریکی پاسخ می‌دهند. هنگامی که از حرکت شاخک‌ها در مفاصل حاوی اندام جانستون جلوگیری شد، زنبورها دیگر به میدان‌های الکتریکی مربوط به زیست‌شناسی پاسخ ندادند. زنبورهای عسل به الگوهای زمانی مختلف واکنش متفاوتی نشان می‌دهند. به نظر می‌رسد زنبورهای عسل از میدان الکتریکی ناشی از زنبورهای در حال رقص برای ارتباط از راه دور استفاده می‌کنند.